# 竹田愛
竹田 愛（たけだ めぐみ、1988年6月3日 - ）は、日本のファッションモデル、タレントで、アイドルグループ『predia』の元メンバー。大阪府出身。プラチナムプロダクション所属。

## 略歴
2007年、MBSラジオの番組『イマドキッC』内で行われた『イマドキッC×月刊De☆View第2のJAMをめざせ!! 読者モデルオーディション』に山口実香、三冨愛莉と共に合格。2008年4月より10月まで、『イマドキッ』土曜日にてコーナーレギュラーを受け持つ。
2009年、プラチナムプロダクションに所属。
2010年、SUPER GTイメージガール『G☆RACE』のメンバーとして活動。この年の6月にマレーシアのセパン・インターナショナル・サーキットで行われたSUPER GT第4戦では、同じG☆RACEメンバーの新田梢恵と共に約1ヵ月間マレーシアに滞在しプロモーション活動を行った。
2011年、女性アイドルグループ『predia』（プレディア）メンバーとなったのを機に服部愛から「竹田愛」に改める。
2014年、同事務所の桜子、森脇亜紗紀、岡村明奈と共にタカラトミー「ジェンガ」のイメージガール“ジェンガール”の2014年度メンバーに選ばれている。2月22日にはpredia卒業。同年10月1日、東京オートサロンイメージガール『A-class』の2015年度メンバーに選ばれる。
近年は女優として舞台出演する等、活躍の幅を広げている。

## 人物
関西大学法学部卒業。趣味はショッピング、旅行、読書。特技はエレクトーンとピアノ、ホルン。

## 作品

### シングル
predia
- Dia Love（2011年1月26日、JRRC-1023）- EAN 4562232210603。
- Dream Of Love（2011年7月20日、JRRC-1027/8）- EAN 4562232210627。
- ハニーB（2011年11月23日、JRRC-1032/3）- EAN 4562232210641。
- Hey Now!!（2013年8月27日、PPRC-0002）- EAN 4582417835339。
- Crazy Cat（2013年4月17日、PSMC-0007）- EAN 4582414480037。

### アルバム
G☆RACE
- SUPER EUROBEAT presents SUPER GT 2010（2010年4月28日、AVCD-38063）- EAN 4988064380633。
  - FLY HIGH!!
- SUPER EUROBEAT presents SUPER GT 2010〜Second Round〜（2010年9月8日、AVCD-38134）- EAN 4988064381340。
  - FLY AGAIN

predia
- Invitation（2012年3月28日、PSMC-0001/2）- EAN 4522197115450。
- Escort me?（2012年12月12日、PSMC-0005/6）- EAN 4582414480013。
- Best of predia 2010-2013 〜Reception〜（2014年4月9日、PPRC-0008）- EAN 4580448950069。

A-class
- TOKYO AUTOSALON 2015 presents EVOLUTION #11（2015年1月9日） - オートサロン会場限定発売。
  - 明日へのAccess

### 映像作品
- predia LIVE DVD SHIBUYA-AX PARTY ON MAY 3, 2013（2013年10月7日、PPRC-0003）- EAN 4580448950014。

## 出演

### テレビ
- 笑っていいとも!2011 豪華俳優25人&人気芸人が大集合SP（2011年4月11日、フジテレビ系） 
「軟体女優No.1決定戦」コーナーに登場。出演者の上体反らしチャレンジのアシスタントを務めた[5]。
- 恋んトスシーズン4（2016年7月20日- 9月28日、TBS）

### CM
- ファブリーズMEN 「エレベータトラップ」
- H.I.S. 「あたらしい台湾 台南・高雄編」
- ハウステンボス「仮面舞踏会 大カーニバル2016」
- タカラトミー「サンズ・アライブ〜天使の砂〜」

### ラジオ
- イマドキッC（2007年、MBSラジオ）
- イマドキッ土曜日（2008年4月 - 10月、MBSラジオ）
- ジェンガでナイト!（2014年4月11日 - 2015年9月25日、超!A&G+）
- 小島よしお☆爆・笑太郎のギャグモーニング！（2016年7月2日 - 12月31日、文化放送）

### 舞台
- コピーライト（2014年5月28日 - 6月1日、池袋シアターKASSAI） -  ハンナ・アドラー役[6]。
- ニコラ（2014年6月25日 - 6月29日、シアター風姿花伝）- 結崎響子役[7]
- ランタナ（2015年7月10日 - 12日、築地ブティストホール） - 園田熊子役[8]。
- 俺、おれ、オレッ♪（2015年10月21日 - 25日、キーノートシアター） - めぐみ役
- blue,blew,bloom（2016年3月1日 - 6日、原宿VACANT）[9]
- 私は、心不全ではない!（2016年11月16日 - 20日、名古屋ナンジャーレ）[10]

### その他
- JJ（読者モデル）
- Honey Girl（読者モデル）
- 日産センチュリー証券イメージガール（2011年）
- タカラトミー「ジェンガ」イメージガール（2014年、2015年）
- バラエティ開拓バラエティ 日村がゆく（2017年、AbemaTV）- ケットランペット奏者